# 沙阿·賈拉勒
沙阿·賈拉勒（1271年—1346年3月），孟加拉國著名的蘇菲派穆斯林人物。賈拉勒的名字與伊斯蘭教通過蘇菲派傳播到孟加拉國東北部有關，孟加拉國最大的機場沙阿賈拉勒國際機場以他命名。

## 歷史
沙阿·賈拉勒的生平最早是在16世紀中期被謝赫·阿里（1562年）記錄下來的，他是沙阿·賈拉勒是其中一個同伴的後裔。因此，他最早的生平和傳記作者紀錄之間存在著幾個世紀的差距。根據這個說法，沙阿·賈拉勒出生在突厥斯坦 ，在那裡他成為亞薩維教團的信徒，
另一說法是沙阿·賈拉勒生於安納托利亞的科尼亞，第三種說法他生於也門的哈德拉毛地區，他的父親馬赫穆德是穆斯林神職人員，母親賽義達·哈西娜·法蒂瑪是麥加哈希姆家族後人。他在麥加由他的舅父賽義德·艾哈邁德·卡比爾接受教育和撫養。他的學習成績優異;成為一個哈菲茲和掌握伊斯蘭教尊學。經過30年的學習，練習和冥想，他實現了精神上的完美（Kamaliyyat），獲得了Shaykh-ul-Mashāykh（偉大的學者）的頭銜。

## 南亞旅行
據傳說，有一天，沙阿·賈拉勒的舅父謝赫卡比爾給了他一把泥土，並要求他前往印度。並指示他選擇在印度的任何一個與他手上土壤氣味和顏色完全一致的地方定居和宣傳伊斯蘭教。沙阿·賈拉勒於是向東旅行並在1300年抵達印度。途中他遇到了許多偉大的學者和蘇菲神秘主義者。

## 征服錫爾赫特
1303年，孟加拉蘇丹，沙姆蘇丁·菲路茲·沙阿與鄰國錫爾赫特王國進行了一場戰爭，當時王國在印度教徒國王高爾·戈文達的統治下。這場戰爭開始於生活在錫爾赫特的穆斯林Burhanuddin為慶祝他的兒子Aqiqah屠宰了一頭母牛。根據傳說，當一隻鳥叼起一塊來自該母牛的牛肉，然後掉在國王的私人寺廟上時，戈文達得知了這種犧牲。因他褻瀆神靈而感到憤怒，他的新生兒被殺死，他的右手被斬斷了。
當這個消息傳到菲路茲·沙阿時，他的侄子斯坎達爾汗指揮的一支軍隊被派往錫爾赫特。由於在外國地形上缺乏經驗以及戈文達的優越軍事戰略，兩次連續的攻擊都以失敗告終。
第三次襲擊，現在在菲路茲的Sipah Salar（總司令）賽義德納斯魯丁的額外領導下進行，沙阿·賈拉勒和他的同伴加入了這一部隊，此時他們的人數為360人。在此之前沙阿·賈拉勒就已經是德里的蘇非尼扎穆丁奧利亞的客人，在最初對高爾·戈文達的襲擊失敗之後，可能會被菲路茲召喚來尋求幫助。或者，他可能已經出現在錫爾赫特，在被蘇丹接近之前獨立地與印度教國王作戰。
然後軍隊由Burhanuddin引導穿過錫爾赫特，最終抵達巴拉克河岸。第三次戰鬥是在戈文達與沙阿·賈拉勒和賽義德·納斯魯丁的聯合軍隊之間展開的，後者的力量最終取得了勝利。 戈文達被迫撤退，錫爾赫特被穆斯林控制。根據傳說，沙阿·賈拉勒在這一點上比較了錫爾赫特的土壤與他叔叔之前給他的土壤，發現它們是相同的。無論如何，在戰鬥之後，他和他的追隨者一起永久定居在錫爾赫特。

## 後期生活
在他生命的後期階段，沙阿·賈拉勒致力於宣傳伊斯蘭教。沙阿賈拉勒如此有名，以至於著名的摩洛哥旅行家伊本·巴圖塔專門在錫爾赫特附近東北部的迦摩缕波山區進行了為期一個月的旅程，以便與他會面。在前往錫爾赫特途中，伊本·巴圖塔受到了幾位沙阿·賈拉勒的門徒歡迎，他們在他到達前幾天前來協助他旅行。在公元1345年的會面上，伊本·巴圖塔注意到沙阿賈拉勒身材高大瘦削，皮膚白皙，住在一個在山洞的清真寺裡，他唯一有價值的物品是他飼養來生產奶，黃油和酸奶的山羊。他觀察到賈拉勒的許多同伴是外國人，因其力量和勇氣而聞名。他還提到許多人會訪問沙阿尋求指導。
他的死亡確切日期有爭議，但伊本·巴圖塔報告他死於伊斯蘭曆746年公元1346年3月15日）。他沒有留下任何後代，他的墳墓在錫爾赫特市。
他的聖地在錫爾赫特和整個孟加拉國都很有名，每天有數百名信徒參觀。